# Opština Petrovac na Mlavi
Petrovac na Mlavi (serbisch-kyrillisch Петровац на Млави) ist eine serbische Opština im Okrug Braničevo. Sie liegt etwa 35 Kilometer südöstlich von Požarevac zwischen den zwei größeren Städten Požarevac und Bor. Die Gemeinde hatte 2010 46.414 Einwohner auf einer Fläche von 655 Quadratkilometern.
Hier befinden sich wichtige archäologische Stätten der Vinča-Kultur (5500 v. Chr.). Die zum Gemeindegebiet gehörende Siedlung Belovode war ein Zentrum der Kupfermetallurgie, worauf große Mengen gefundener Schlacke hinweisen. In Belolice, zehn Kilometer von Belovode entfernt, wurde ein Kupferbergwerk entdeckt. Archäologen gehen davon aus, dass es von 5500 v. Chr. bis in die spätantike Zeit in Betrieb war.

## Gemeindegliederung
Zur Gemeinde zählen insgesamt folgende 34 Siedlungen:
- Bistrica
- Bošnjak
- Burovac
- Busur
- Vezičevo
- Veliki Popovac
- Veliko Laole
- Vitovnica
- Vošanovac
- Dobrnje
- Dubočka
- Ždrelo
- Zabrđe
- Kamenovo
- Kladurovo
- Knežica
- Krvije
- Leskovac
- Lopušnik
- Malo Laole
- Manastirica
- Melnica
- Oreškovica
- Orljevo
- Pankovo
- Petrovac na Mlavi
- Ranovac
- Rašanac
- Stamnica
- Starčevo
- Tabanovac
- Trnovče
- Ćovdin
- Šetonje

## Sport
- Der ortsansässige Fußballklub FK Sloga Petrovac na Mlavi spielt in der Saison 2013/14 in der Prva Liga, der zweithöchsten serbischen Fußballliga.